# Sant'Angelo al Corridoio
Sant'Angelo al Corridoio, även benämnd Sant'Angelo in Borgo, Sancti Angeli prope Castellum Sancti Angeli och Sant'Angelo al Corridore di Borgo, var en kyrkobyggnad i Rom, helgad åt Ärkeängeln Mikael. Kyrkan var belägen vid  Via di Porta Castello/Borgo Sant'Angelo i rione Borgo. ”Corridoio” anger att kyrkan låg alldeles nära Passetto di Borgo, som även benämns ”Il Corridoio”.

## Kyrkans historia
Enligt traditionen grundades denna kyrka av påve Gregorius den store (590–604) och helgades åt alla heliga änglar. Bakgrunden var att påven vid ett tillfälle ledde en botprocession i det pestdrabbade Rom. När processionen passerade Castel Sant'Angelo såg han hur ärkeängeln Mikael på toppen av borgen stack tillbaka sitt svärd i dess skida. Påven tolkade detta som att pesten i Rom då var över. Det existerar emellertid inte några historiska belägg för detta tidiga grundande.
Kyrkans första dokumenterade omnämnande förekommer i Il catalogo di Torino (cirka 1320) som Ecclesia sancti Angeli de Castro sancti Angeli. Under påve Eugenius IV grundades ett sjukhus, Hospitale Angelorum, bredvid kyrkan. År 1564 revs den medeltida kyrkan och en ny uppfördes efter ritningar av Tiberio Calcagni, elev till Michelangelo. I samband med detta blev kyrkan församlingskyrka.
År 1585 genomgick kyrkan en genomgripande ombyggnad och kom att innehas av Arciconfraternita di San Michele Arcangelo a Corridoio di Borgo, grundat 1432. Detta brödraskap lät även uppföra ett oratorium bredvid kyrkan.

### Rivning
Mellan 1936 och 1950 anlades Via della Conciliazione från Castel Sant'Angelo till Petersplatsen. År 1939 revs Sant'Angelo och en del av dess konstverk överfördes till Santa Maria Annunziata in Borgo. Samtliga byggnader som låg bredvid Passetto di Borgo revs under denna tid. Brödraskapet har numera Santa Maria Annunziata som högkvarter.

## Exteriör
Fasadens nedre våning hade fyra doriska pilastrar, som bar upp ett entablement med en fris med triglyfer samt en kraftigt profilerad kornisch. Mellan pilastrarna satt rektangulära nischer med triangulära pediment. Själva ingångsportalen kröntes av ett triangulärt pediment och ovanför detta en arkivolt.
Den övre våningen hade fyra korta doriska pilastrar som bar upp ett stort triangulärt pediment. Dess tympanon hade en utsirad tavla med dedikationsinskriften. Exteriören uppvisade även en liten kampanil med två klockor.

## Interiör
Kyrkan hade en rektangulär grundplan med en relativt liten rektangulär absid.
Högaltarmålningen Ärkeängeln Mikael var ett verk av Giovanni de Vecchi. I det vänstra av kyrkans två sidokapell fanns fresken Jungfru Maria ammande Jesusbarnet, attribuerad åt Antoniazzo Romano. I interiören stod även en bronsstaty föreställande Ärkeängeln Mikael besegrande satan, utförd av den franske skulptören Louis-Albert Lefeuvre. Därutöver hade Giovanni Battista Lombardelli utfört lynettfresken Ärkeängeln Mikael uppenbarar sig för påven Gregorius den store. Dessa fyra konstverk bevaras numera i kyrkan Santa Maria Annunziata in Borgo.
Vid restaureringen 1857 utförde Attilio Palombi fresker med scener ur brödraskapets historia.

## Oratorio di Sant'Angelo al Corridoio
Oratoriet hade en mera utsmyckad barockfasad än kyrkan. Två doriska kolossalpilastrar bar upp takkornischen. Ingångsportalens krönande segmentbågeformade pediment var brutet och ovanför detta satt ett fönster med rundad avslutning och en gavelkornisch. På ömse sidor om portalen fanns rundbågenischer. Längst upp på fasaden satt en oval tondo med en fresk, flankerad av två rektangulära fönster.

## Bilder
| - Sant'Angelo al Corridoio. Tryck av Girolamo Francino 1588. - Sant'Angelo al Corridoio (här benämnd S. Angelo) på Antonio Tempestas Rom-karta från 1593. |